# Tarsiger rufilatus
El ruiseñor del Himalaya (Tarsiger rufilatus) es una especie de ave paseriforme de la familia Muscicapidae propia del Himalaya y las montañas del sudeste de Asia. 
Es un pájaro insectívoro cercanamente emparentado con el ruiseñor coliazul, del que se consideraba una subespecie en el pasado, pero se diferencian en sus hábitos migratorios y aspecto. El ruiseñor coliazul es un migrador de larga distancia, y además tiene un marcado dimorfismo sexual, pues sus machos adultos son de un color azul más intenso, y las hembras y juveniles son más grisáceos.

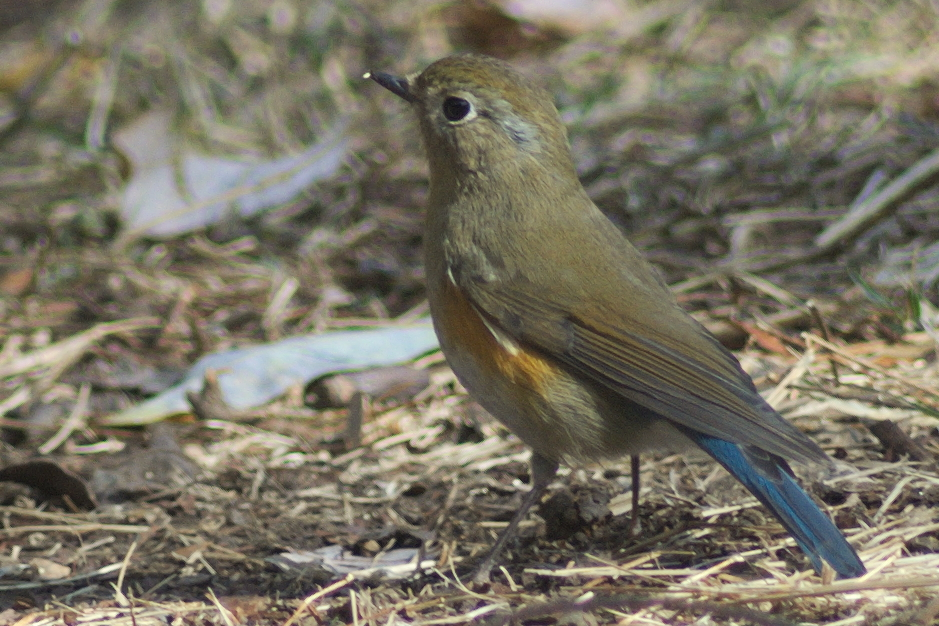
Hembra en Munsiari, Uttarakhand (India) a 2.250

## Distribución y hábitat
Se encuentra en a lo largo de todo Himalaya y sus estribaciones del noreste del subcontinente indio y del este de la meseta tibetana, así como en las montañas al norte de Indochina.
El ruiseñor del Himalaya es un pájaro migratorio altitudinal de corta distancia, que cría en el Himalaya y us estribaciones orientales, incluidas las que flanquean la meseta tibetana, en el nivel arbustivo (rododentros enanos de zonas húmedas y arbustos caducifolios  en las más secas) de los bosques de coníferas y bosques mixtos, principalmente de (Abies) y a veces en zonas de Picea smithiana o Pinus wallichiana/Cupressus torulosa. Se encuentra hasta los 3.000–4.400 metros de altitud, y no se interna más allá del límite del bosque. Pasa el invierno entre los 1.500–2.500 metros en bosques planifolios perennes con denso sotobosque umbrío, con claros y zonas abiertas, com preferencia por los riscos y cumbres.